# Le Retour d'Afrique
Pour plus de détails, voir Fiche technique et Distribution.
Le Retour d'Afrique est un film suisse réalisé par Alain Tanner, sorti en 1973.
Le Retour d'Afrique est le troisième volet de la trilogie d'Alain Tanner sur l'évasion après Charles mort ou vif et La Salamandre.

## Synopsis
Deux jeunes Suisses, Vincent, horticulteur, et Françoise,  secrétaire, sont mariés depuis deux ans. Comme leur vie routinière à Genève ne leur convient plus et ne se sentent pas encore capables d'avoir un enfant, ils décident de s'expatrier vers le tiers-monde pour donner un sens à leur vie. Un de leurs amis vivant à Alger leur promet du travail dans un pays africain. Mais, au moment de partir, ils reçoivent un télégramme leur demandant d'annuler leur départ.
Ils reprennent leur travail et décident d'avoir un enfant.

## Fiche technique
- Titre original : Le Retour d'Afrique
- Réalisation : Alain Tanner
- Scénario : Alain Tanner
- Photographie : Renato Berta
- Décors : Yanko Hodjis
- Son : Marcel Sommerer et Luc Yersin
- Montage : Brigitte Sousselier
- Musique : Jean-Sébastien Bach
- Production : Alain Tanner
- Sociétés de production : SSR, Société Suisse de Radiodiffusion et Télévision ; NEF, Nouvelles Éditions de Films (Paris) ; Filmanthrope
- Pays d'origine : Suisse
- Format : Noir et blanc - 35 mm - 1,66:1 - Mono
- Genre : comédie dramatique
- Durée : 113 minutes
- Date de sortie : 20 septembre 1973

## Distribution
- Josée Destoop : Françoise Silvestre
- François Marthouret : Vincent Silvestre
- Juliet Berto : Juliet
- Anne Wiazemsky : Anne
- Jacqueline Cuénod : Jacqueline
- Roger Ibáñez : Emilio
- Roger Jendly : Marcel
- François Roulet
- Pierre Holdener
- André Schmidt
- Armen Godel
- Philippe Gruffel
- Jacques Roman
- Séverine Bujard
- Dominique Catton
- Marcel Robert
- Jean-Pierre Moriaud
- Jacqueline Damien
- Claudine Berthet
- Jean Bourgue
- Albert Roderik
- Alain Lecoultre
- Gérard Despierre
- Nicole Zufferey
- Francis Reusser
- Antoine Zahnd
- Arié Dzierlatka